# Supercopa do Chile
A Supercopa do Chile é uma competição organizada pela Associación Nacional de Fútbol Profissional (ANFP), entidade pertencente à Federação de Futebol do Chile.

## História
A primeira edição da Supercopa do Chile, foi disputado em 10 de julho de 2013 entre o Unión Española campeão do torneio transição em 2013, e Universidad de Chile, campeão da Copa Chile MTS 2012-13. Campeões se defrontaram na fase Estádio Calvo y Bascuñán de Antofagasta, foi ganho conjunto do Unión Española depois de vencer por 2-0 leigo, tornando-se o primeiro campeão Supercopa do Chile. A segunda edição do concurso foi realizada em 3 de maio de 2014, no Estádio San Carlos de Apoquindo, em Santiago, com os participantes, o campeão da Copa Chile MTS 2013-14, Deportes Iquique e O'Higgins, o campeão melhor posicionada na tabela cumulativa (Abertura 2013). Finalmente, o clube de Rancagua foi quem levou o título, depois de derrotar os iquiqueños por pênaltis depois de um empate 1-1 em 90 minutos regulamentários.
A terceira edição do concurso, foi realizada em 30 de Setembro, 2015, no Estádio Bicentenario Germán Becker, em Temuco, com os participantes, o campeão da Copa Chile MTS 2014-15, a Universidad de Concepción e Universidad de Chile, melhor posicionado na tabela cumulativa (Abertura 2014) defender. Finalmente, a caixa azul que foi mantido o título, depois de bater o Campanile por dois gols a 1 em 90 minutos. A quarta edição do torneio, foi realizada em 15 de setembro de 2016, um prefeito Estádio Ester Roa Rebolledo de Concepción quase cheia, onde eles tocaram o campeão da Copa Chile MTS 2015, Universidad de Chile e Universidad Católica campeão 2016 Clausura torneio e melhor posicionado na tabela anual. A partida terminou 2-1 a favor do Universidad Católica.
A quinta edição do torneio, foi realizada em 23 de Julho de 2017, o Estádio Nacional Julio Martinez Prádanos de Santiago, com uma grande percentagem do público, onde desempenhou o campeão da Copa 2016 MTS Chile, Colo-Colo e Universidad Católica, que venceu o Apertura 2016 e melhor posicionadas na tabela cumulativa da temporada. A partida terminou 4-1 a favor de Colo Colo. A sexta edição do torneio foi realizada no dia 26 de janeiro de 2018 no Estádio Nacional Julio Martinez Prádanos de Santiago. Colo-Colo (atual campeão da competição e do Torneio de Transição) derrotou o campeão da Copa Chile 2017, Santiago Wanderers por um categórico 3-0.
Na sétima edição do torneio, realizada em 23 de março de 2019, o Universidad Católica sagrou-se campeão da Supertaça do Chile, segundo título do clube neste torneio. Na qualidade de campeão da temporada 2018, enfrentou o Palestino, atual campeão da Copa Chile. Universidad Católica derrotou o Palestino por 5 a 0, sendo o resultado mais volumoso da história final até hoje. A oitava versão, os campeões do campeonato do ano 2019 Universidad Católica e o campeão da Copa do Chile 2019, Colo-Colo. se defrontaram no Estádio Nacional. O encontro terminou 4 a 2 a favor da Universidad Católica.
A nona versão do torneio foi realizada em 18 de novembro de 2021, na Ester Roa Rebolledo de Concepción. Como em cada edição, as seleções participantes seriam as seleções campeãs da Primeira Divisão e da Copa do Chile, respectivamente. Porém, após o cancelamento da Copa Chile 2020, a ANFP confirmou que de forma excepcional nesta edição, o rival da Universidad Católica, campeã da primeira divisão, seria o Ñublense, campeão da Primera B 2020. Finalmente, o clube Universidad Católica foi quem levou o título, por pênaltis depois de um empate 1-1 em 90 minutos regulamentários.

## Títulos por clube
| Clube                     | N° de títulos | N° de vices | Anos em que foi campeão | Anos em que foi vice |
| ------------------------- | ------------- | ----------- | ----------------------- | -------------------- |
| Colo-Colo                 | 4             | 2           | 2017, 2018, 2022, 2024  | 2020, 2023           |
| Universidad Católica      | 4             | 2           | 2016, 2019, 2020, 2021  | 2017, 2022           |
| Universidad de Chile      | 1             | 2           | 2015                    | 2013, 2016           |
| Magallanes                | 1             | 0           | 2023                    | —                    |
| O'Higgins                 | 1             | 0           | 2014                    | —                    |
| Unión Española            | 1             | 0           | 2013                    | —                    |
| Deportes Iquique          | 0             | 1           | —                       | 2014                 |
| Huachipato                | 0             | 1           | —                       | 2024                 |
| Ñublense                  | 0             | 1           | —                       | 2021                 |
| Palestino                 | 0             | 1           | —                       | 2019                 |
| Santiago Wanderers        | 0             | 1           | —                       | 2018                 |
| Universidad de Concepción | 0             | 1           | —                       | 2015                 |

### Títulos por região
| Região                    | N° de títulos | N° de vices | Clubes campeões                                                                    | Clubes vice-campeões                                                              |
| ------------------------- | ------------- | ----------- | ---------------------------------------------------------------------------------- | --------------------------------------------------------------------------------- |
| Metropolitana de Santiago | 11            | 7           | Universidad Católica (4), Colo-Colo (4), Universidad de Chile (1) e Magallanes (1) | Colo-Colo (2), Universidad Católica (2), Universidad de Chile (2) e Palestino (1) |
| O'Higgins                 | 1             | 0           | O'Higgins (1)                                                                      | —                                                                                 |
| Bío-Bío                   | 0             | 2           | —                                                                                  | Universidad de Concepción (1), Huachipato (1)                                     |
| Ñuble                     | 0             | 1           | —                                                                                  | Ñublense (1)                                                                      |
| Tarapacá                  | 0             | 1           | —                                                                                  | Deportes Iquique (1)                                                              |
| Valparaíso                | 0             | 1           | —                                                                                  | Santiago Wanderers (1)                                                            |